# Kato Akurdalia
Kato Akurdalia (gr. Κάτω Ακουρδάλεια) – wieś w Republice Cypryjskiej, w dystrykcie Pafos. W 2011 roku liczyła 65 mieszkańców.